# لوروا يونغ
لوروا يونغ (بالإنجليزية: Leroy Young)‏ هو شاعر بليزي، ولد في 7 أغسطس 1967 في بليز.